# Музей моделей транспорту
Музей моделей транспорту — приватний технічний музей у Вінниці, єдиний в Україні музей моделей транспортних засобів. Усього колекція музею налічує понад 5 000 моделей.

## Історія
У 2010, вінничанин Олександр Вдовиченко, який збирав приватну колекцію, заснував музей моделей транспорту.
У 2015, музей було нагороджено Національною асоціацією колекціонерів[уточнити] за внесок у збереження культурної спадщини.
Вперше свою колекцію відвідувачам Вдовиченко показав у 2016 році, тоді міні-музей знаходився в ТЦ «Кемпа». Згодом він переїхав у невелике приміщення в «Універмазі».
27 квітня 2018, відбулося урочисте відкриття нового музею. На відкритті, серед інших, були присутні мер міста та представник Книги рекордів України Ігор Підчібій, який зафіксував рекорд — 5 037 моделей транспортних засобів, зокрема автомобілі, літаки, танки, кораблі, мотоцикли, трамваї, тролейбуси, автобуси, потяги.
| | Моя колекція розпочиналася з 1973 року, коли я бувши дитиною в другому класі купив перший колекційний автомобіль за один карбованець, це був „Фіат“ 125 Донецької фабрики іграшок. І після цього почалася уся колекція. Зараз колекція нараховує понад п'ять тисяч моделей. 80 — мої, решту донесли друзі та знайомі. Вже створений нами спеціальний клас, де будуть займатися діти, студенти. |
| — Олександр Вдовиченко, https://vinnitsa.info/article/u-vinnitsi-vidkrili-unikalniy-muzey-modeley-transportu-kolektsiyu-zanesli-do-knigi-rekordiv-ukrayini-fotoreportazh | |

## Опис
Площа музею, розташованого в комунальному приміщенні в центрі міста, становить 180 квадратних метрів. Окрім експозиційної частини, тут є ще й навчальний клас на 26 місць, потужна фільмотека, по даній тематиці, та бібліотека спеціальної літератури більш ніж на 5 000 книг і журналів.
Станом на 2018, загальна вартість колекції оцінювалася у понад 150 тисяч доларарів США.
Представлена колекція військового транспорту зроблена з пластиліну, а також потужна колекція двигунів автомобілів, вузлів і агрегатів, яку надав Барський коледж транспорту і будівництва. 
Окрема вітрина «Автомобілебудування України» присвячена моделям транспортних засобів, що вироблялися і виробляються в Україні. 
Окрім моделей з колекції Олександра Вдовиченка, у музеї є унікальні моделі танків, броньованої та військової техніки роботи колекціонера Андрія Гарника. 
У музеї також є колекція ляльок. 
Керівнця Музею історії Вінниці Олександра Федоришена повідомляла[коли?] про передачу в колекцію Музею моделей транспорту моделей панцирника «Петлюра» (бронеавтомобіль Austin (Остін)), гармати та бронепоїзда часів УНР.[джерело?]
У 2023, колекція поповнилася зразками військової техніки, зокрема моделями M142 HIMARS та M777.

## Галерея

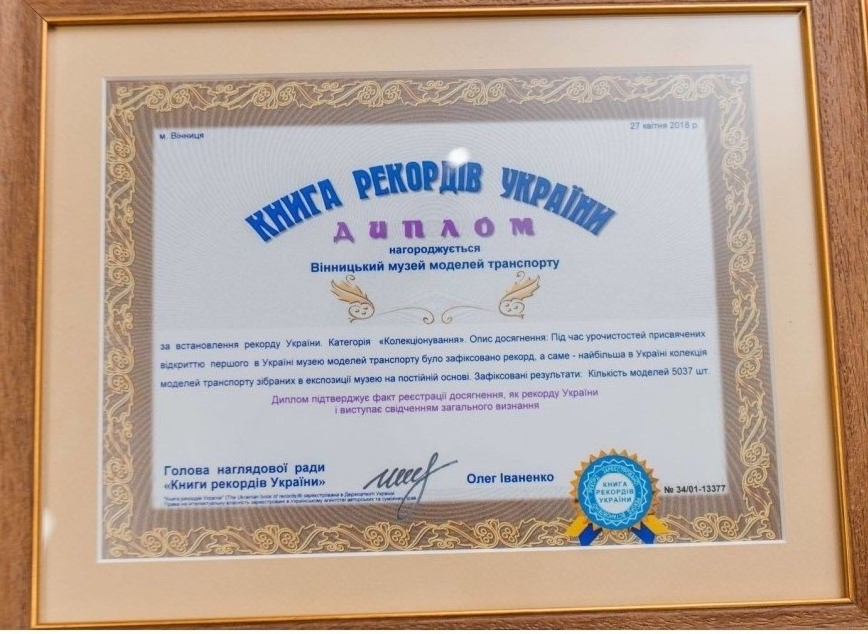
Диплом про встановлення рекорду України